# Dobunni

Los pueblos celtas del sur de Inglaterra.

Los Dobunni fueron un pueblo celta britónico residente en el oeste y el suroeste de la Isla de Gran Bretaña (actual Gran Bretaña), antes de la ocupación romana. Sobre todo son conocidos por los textos de Claudio Ptolomeo (geógrafo y astrónomo greco-egipcio).

## Protohistoria
El territorio de los Dobunni estaba situado entre el Canal de Bristol y el río Severn, sobre los actuales condados de Somerset, de Gloucestershire, de Avon, y de Worcestershire. La arqueología revela importantes trazas de fortificaciones, entre ellas las de Minchinhampton que se extienden sobre 240 hectáreas.
Su capital parece haberse localizado en el sitio de Bagendon, cerca de Cirencester, conocido con el nombre romano de «Corinium Dobunnorum».
Por vecinos principales tenían a los Siluros al oeste, a los Cornovii (o Cornovios) al norte, a los Catuvellaunos al este, y a los Atrebates al sur. Su economía estaba basada en la agricultura y el artesanato.
Los Dobunni son también conocidos por sus monedas de oro y de plata (emisiones de dinastías reales), datadas del primer siglo anterior a nuestra era, y cuyo origen estaría en sus vecinos Atrébates.
Después de la invasión, la romanización parece haber sido rápida.